# Corrent estel·lar de la Verge
El Corrent estel·lar de la Verge, també conegut com a Sobredensitat de la Verge, és el nom proposat per un corrent estel·lar en la constel·lació de la Verge que va ser descoberta el 2005. El corrent es creu que són les restes d'una galàxia nana esferoïdal que és en el procés de fusió amb la Via Làctia. És la galàxia més gran visible des de la Terra, en termes de l'àrea del Cel nocturn cobert.
El corrent va ser descobert a partir de dades fotomètriques de la Sloan Digital Sky Survey, que es va utilitzar per crear un mapa tridimensional de la Via Làctia, utilitzant els colors i la brillantor de certs tipus característics d'estrelles per estimar la seva distància (un mètode conegut com a "paral·laxi fotomètrica"). El primer suggeriment d'una nova galàxia a la Verge es va fer l'any 2001 a partir de dades obtingudes com a part del QUEST survey, el qual va utilitzar la Schmidt telescopi d'1.0 metre a l'Observatori Astronòmic Nacional de Llano del Hato a Veneçuela a la recerca d'estrelles variables RR Lyrae. Cinc va ser trobades en un grup amb una Ascensió recta de prop de 12,4 hores, i els astrònoms van especular que aquest grup era part d'una petita galàxia que era "canibalitzada" per la Via Làctia.
Malgrat la seva proximitat al sistema solar i l'angle sòlid que, per això cobreix, el corrent conté només uns pocs centenars de milers d'estrelles. La brillantor de la superfície inferior de la galàxia (possiblement tan baixa com 32.5 mag arcmin²) hi pot haver que desaconsellin la seva detecció en els estudis abans del SDSS. El nombre d'estrelles en el corrent no és molt superior a un cúmul estel·lar, i s'ha descrit per un membre de l'equip que el va descobrir com "una galàxia bastant patètica", en comparació amb la Via Làctia. Moltes de les estrelles són conegudes des de fa segles i la idea de les estrelles normals com la Via Làctia, encara que tenen una baixa metal·licitat que la Població I normal d'estrelles de la Via Làctia.
El corrent es troba dins de la Via Làctia, a uns 10 quiloparsecs (30.000 anys llum) del Sol, i s'estén sobre una regió de l'espai d'almenys 10 kpc a través de tres dimensions. És a prop del pla de la Sagittarius Nan Galàxia El·líptica, que va ser localitzada el 1994 a través d'una anàlisi fotomètrica similar a un estudi de l'estrella. La nana de Sagitari és una altra petita galàxia que està també en el procés de fusió amb la Via Làctia; però, és a unes 4 vegades més lluny que el corrent, de manera que ambdós són poc probable que siguin físicament relacionats, encara que és possible que el corrent estel·lar de la Verge és un romanent deixat per la interrupció de la nana de Sagitari, ja que ha posat en òrbita al voltant de la via Làctia. El corrent estel·lar de la Verge també s'assembla a la de l'anell de l'Unicorn, descobert el 2002, que de la mateixa manera s'ha atribuït a la fusió de la galàxia de la Nana del Ca Major amb la Via Làctia.